# La ragazza più bella del mondo
La ragazza più bella del mondo è un film del 1962 diretto dal regista Charles Walters. Trae origine dal musical Jumbo di Richard Rodgers che nel 1935 va in scena all'Hippodrome Theatre per il Broadway theatre con Jimmy Durante arrivando a 233 recite.

## Trama
Il Wonder Circus arriva in una città del Midwest con la sua attrazione principale, l'elefante Jumbo. Pop Wonder possiede il circo, ma le sue continue perdite di gioco lo lasciano con un numero sempre crescente di pagherò.
Sua figlia, Kitty Wonder, assume un nuovo arrivato, Sam Rawlins, sia come performer che come addetto alle tende. Non sa che Sam è il figlio del magnate del circo John Noble, la cui ambizione è quella di acquistare il Wonder Circus per se stesso. Noble ha comprato silenziosamente i pagherò con l'aiuto di Sam e prende improvvisamente il controllo degli affari di famiglia.
Kitty, Pop e la sua fidanzata di lunga data Lulu se ne vanno da soli, formando un carnevale itinerante, ma non è proprio la stessa cosa. Sam, però, si è innamorato di Kitty e ha la coscienza sporca per quello che ha fatto. Sam si separa da suo padre e si ricongiunge al Wonder Circus, portando con sé un loro vecchio amico, Jumbo.

## Produzione
La MGM acquistò i diritti del musical subito dopo il suo arrivo sul palco. Nel 1947 Charles Walters gli chiese di realizzare il film come suo primo incarico e lo studio accettò. Nel 1950 fu annunciato che Arthur Freed avrebbe prodotto il film e che Howard Keel e Jimmy Durante sarebbero stati i protagonisti. La produzione è stata ritardata a causa di un contenzioso. Anni dopo la MGM realizzò il film.

## Riconoscimenti
Nel 2006, il film è stato inserito dall'American Film Institute nella lista dei Greatest Movie Musicals of All Time.